# Dollar Tree

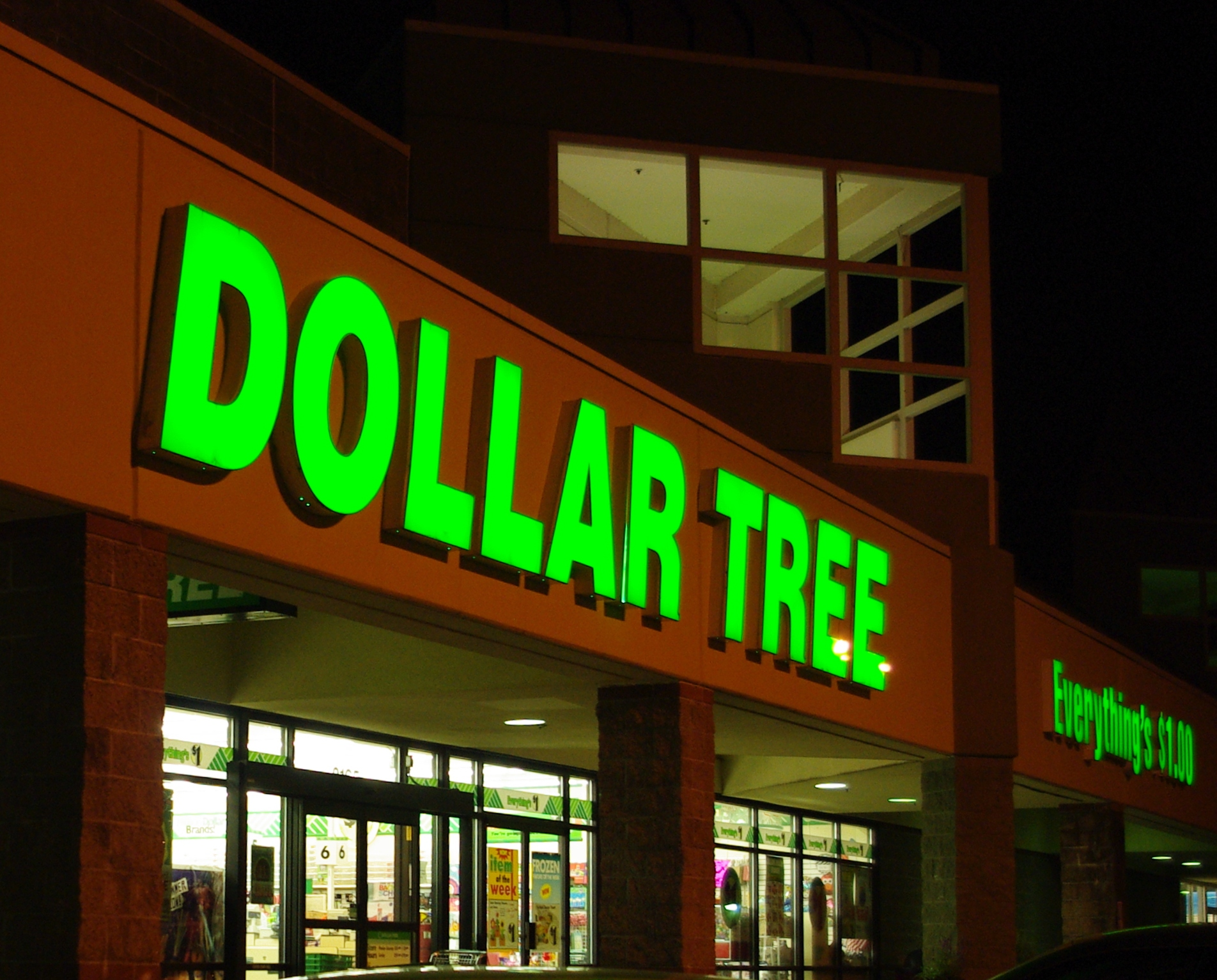
Dollar-Tree-Geschäft in Hillsboro, Oregon

Dollar Tree ist ein US-amerikanischer Betreiber von Billig-Gemischtwarenläden. Der Sitz des Unternehmens befindet sich in Chesapeake im US-Bundesstaat Virginia. Dollar Tree betrieb 2023 in den USA und 5 Provinzen in Kanada 16.340 Läden und plante weitere 650 im Laufe des Jahres zu öffnen. Im Januar 2023 beschäftigte das Unternehmen 207.548 Mitarbeiter. 2023 betrug der Umsatz 28,33 Milliarden US-Dollar, die Marktkapitalisierung lag bei 32,50 Milliarden USD und der Gewinn lag bei 7,737 Milliarden USD. Das Unternehmen ist börsennotiert (DLTR), wird an der NASDAQ gehandelt.

## Geschichte
K. R. Perry eröffnete 1953 in Norfolk einen Gemischtwarenladen. Ab 1970 wurden aus einem Spielwaren-Geschäft K&K Toys über 130 Filialen an der Ostküste der USA. 1986 wurden in Virginia, Georgia und Tennessee fünf Geschäfte mit dem Namen Only $1.00 eröffnet. Sieben Jahre später änderte sich der Unternehmensname in Dollar Tree. 1995 erfolgte der Gang an die Börse NASDAQ. Im darauffolgenden Jahr wurde Dollar Bill$ aus Chicago übernommen, 1998 das kalifornische 98-Cent Clearance Centers und 1999 Only $One Stores aus New York. Im Jahr 2006 konnte der 3000. Laden eröffnet werden.

## Marktauftritt
Dollar Tree betreibt in 48 Staaten der USA und 5 Provinzen in Kanada 16,340 Läden unter den Namen Dollar Tree, Dollar Express, Dollar Bills, Only One Dollar und Only $One. Seit 2015 gehört die Kette Family Dollar, mit 6000 Läden die zweitgrößte ihrer Art in den USA, zu Dollar Tree. Darüber hinaus werden unter dem Namen Spain’s Cards and Gifts – die Kette wurde im Jahr 2000 für 300 Millionen USD erworben – zahlreiche Multi-Preis-Läden betrieben.

## Aktionärsstruktur
95,51 % der Anteile werden von institutionellen Anlegern gehalten (Stand: 22. April 2020).

## Belege
1. ↑  https://corporate.dollartree.com/about/leadership/executive-leadership
2. 1 2  Linda Moss: Dollar Tree To Step Up Store Openings With 650 This Year. In: Costar. 2. März 2023, abgerufen am 11. Juli 2023 (amerikanisches Englisch).
3. ↑  Dollar Tree Number of Employees 1996-2023. Abgerufen am 11. Juli 2023 (englisch).
4. ↑  Dollar Tree (DLTR) - Revenue. In: Companiesmarketcap. 2023, abgerufen am 12. Juli 2023 (amerikanisches Englisch).
5. ↑  Dollar Tree Gross Profit 2010-2023 | DLTR. In: Macorotrends. 2023, abgerufen am 12. Juli 2023 (amerikanisches Englisch).
6. ↑  Dollar Tree Aktie - A0NFQC - US2567461080. In: Der Aktionär. Börsenmedien AG, 2023, abgerufen am 11. Juli 2023 (deutsch).
7. 1 2  Our History. In: Dollar Tree. 2023, abgerufen am 11. Juli 2023 (englisch).
8. ↑  Notice To Members 95-31 | FINRA.org. In: FiNRA. 1. April 1995, abgerufen am 11. Juli 2023 (amerikanisches Englisch).
9. ↑  Dealbook: Dollar Tree and Family Dollar Will Sell 330 Stores to Seal Merger Deal. In: The New York Times. 2. Juli 2015, ISSN 0362-4331 (nytimes.com [abgerufen am 11. Juli 2023]).
10. ↑  Christian Hetrick: Bernard Spain, 86, a Philly-based retail entrepreneur who held the copyright for the smiley face. 8. Januar 2021, abgerufen am 11. Juli 2023 (englisch).
11. ↑  Dollar Tree auf der Webseite der NASDAQ, abgerufen am 22. April 2020